# توزیع چربی گاینوئید

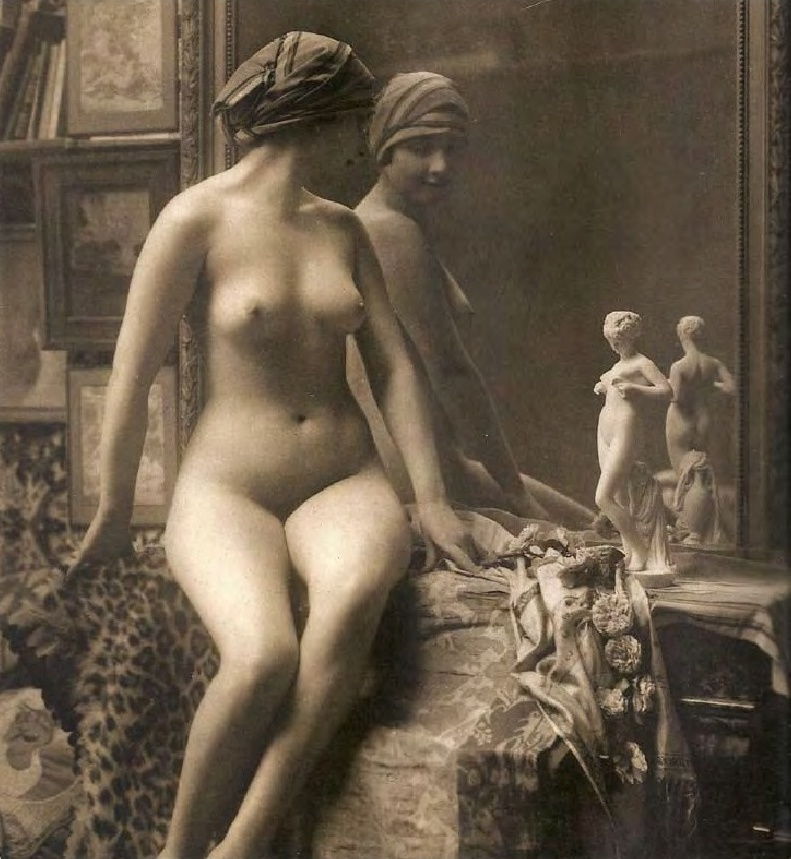
عکس برهنه زنی ناشناس از اواخر قرن نوزدهم که توزیع چربی گاینوئید را به‌خوبی نشان می‌دهد

چربی گاینوئید (انگلیسی: Gynoid fat) یا چربی گلابی‌شکل به ذخیره‌سازی چربی در اطراف لگن خاصره، پستان‌ها و ران‌ها گفته می‌شود. چربی گاینوئید در زنان برای تأمین غذای فرزند بوده و اغلب به عنوان «چربی تولید مثل» نامیده می‌شود چرا که حاوی اسیدهای چرب چند غیراشباع با زنجیره بلند (PUFA) است که برای رشد و تکامل جنین مهم است. با این حال، این نوع توزیع چربی در بدن زنان، از نظر جسمی نیز به عنوان یک ویژگی جذاب در نظر گرفته می‌شود و علاوه بر این گواه و نشانه‌ای از توانایی باروری زن برای جفت احتمالی است.

## مشخصه‌ها

### ترکیب ساختاری
چربی گاینوئید عمدتاً از اسیدهای چرب چند غیراشباع با زنجیره بلند تشکیل شده‌است. گفته می‌شود نوزادانی که با شیر مادر تغذیه می‌شوند به دلیل وجود این اسیدهای چرب در شیر مادر، توانایی‌های شناختی بیشتری دارند، زیرا این چربی‌ها احتمالاً به رشد اولیه مغز در جنین‌ها و نوزادان کمک می‌کنند. قابل توجه‌ترین اسیدهای چرب موجود در شیر مادر، دوکوزاهگزانوئیک اسید و آراشیدونیک اسید است که ثابت شده نقش مهمی در شکل‌گیری سالم اعصاب و عملکرد یاخته‌های عصبی دارند.

### جایگاه
چربی گاینوئید در شکل‌گیری قالب بدنی زن دخالت دارد که در دختران از دوران بلوغ شروع به شکل‌گیری می‌کند. این چربی در پستان‌ها، لگن، ران و باسن ذخیره می‌شود. این فرایند توسط استروژن، هورمون جنسی زنانه تنظیم و میانجی‌گری می‌شود و سبب می‌گردد که در نواحی مذکور در زنان، چربی بیشتری نسبت به فرم بدن مردانه (که عمدتاً تحت تأثیر هورمون تستوسترون است) توزیع و ذخیره شود.

### تفاوت با چربی اندروید (مردانه)
محل ذخیرهٔ چربی اندروید از این جهت متفاوت است که در اطراف انباشتگاه‌های داخلی چربی و تنه (شامل قفسه سینه و شکم) جمع می‌شود. چربی اندروید بیشتر در بقای فرد نقش دارد و برخلاف عملکرد تولید مثلی چربی گاینوئید، هنگامی که منابع انرژی کم است بدن از آن به عنوان منبع انرژی استفاده می‌شود.

## عملکرد تولید مثلی
چربی گاینوئید در درجه اول، منبع ذخیره انرژی است که باید در پرورش فرزندان استفاده شود، هم برای تأمین انرژی کافی در دوران بارداری و هم برای نوزاد در مرحله شیردهی. هنگامی که منابع انرژی کافی در محیط وجود نداشته باشد یا مسائل بهداشتی که برای مبارزه با آن نیاز به انرژی هست، ذخیره چربی گاینوئید در زنان احتمالاً کاهش می‌یابد؛ بنابراین، از نظر اجدادی، یک زن با سطوح بالای چربی گاینوئید به مردها پیام می‌دهد که در وضعیت مطلوبی برای تولید مثل و پرورش فرزندان قرار دارد. این را می‌توان در این واقعیت مشاهده کرد که نسبت دور کمر به باسن زنان در زمان اوج باروری - اواخر نوجوانی و اوایل بزرگسالی - در حداقل بهینه خود است و سپس در اواخر زندگی افزایش می‌یابد.
با پایان یافتن توانایی تولید مثل یک زن، توزیع چربی در بدن وی، از نوع گاینوئید به نوع اندروید (مردانه) سوق پیدا می‌کند. این نشان می‌دهد که درصد چربی اندروید در زنان پس از یائسگی بسیار بیشتر از زنان قبل از یائسگی است.

## تفاوت‌های جنسی

### دوشکلی جنسی
تفاوت چربی گاینوئید بین مردان و زنان را می‌توان در شکل نمادین «ساعت شنی» در بدن زن، در مقایسه با شکل «مثلث معکوس» در مردان مشاهده کرد. زنان معمولاً درصد چربی بدن بالاتری نسبت به مردان دارند و تصور می‌شود که رسوب چربی در نواحی خاص بدن توسط هورمون‌های جنسی و هورمون رشد کنترل می‌شود.
هورمون استروژن از قرارگیری چربی در ناحیه شکمی بدن جلوگیری می‌کند و باعث تحریک قرارگیری چربی در نواحی سرینی-رانی (باسن و ران) می‌شود. گاهی عدم تعادل‌های هورمونی ممکن است بر توزیع چربی در مردان و زنان تأثیر بگذارد. زنان مبتلا به سندرم تخمدان پلی‌کیستیک که مشخصه‌اش کمبود استروژن است، توزیع چربی مردانه بیشتری مانند نسبت زیاد دور کمر به باسن را نشان می‌دهند. برعکس، نسبت دور کمر به باسن در مردانی که برای جبران بیماری‌های مرتبط با تستوسترون مانند سرطان پروستات تحت درمان با استروژن قرار می‌گیرند، کاهش می‌یابد.
تصور می‌شد که دوشکلی جنسی در توزیع چربی گاینوئید در حوالی بلوغ خود را نشان می‌دهد، اما اکنون مشخص شده‌است که این واقعه زودتر از آن شروع می‌شود.

## ارتباط با تمایلات جنسی

### علامت‌دهی جنسی: نسبت دور کمر به باسن
توزیع چربی گاینوئید در بدن با نسبت دور کمر به باسن (WHR) اندازه‌گیری می‌شود، به نحوی که اگر یک زن نسبت کمر به باسن کمتری داشته باشد، مطلوب‌تر است. پژوهش‌ها نوعی ارتباط را میان بین نسبت دور کمر به باسن و بهره هوشی نشان داده‌اند. مشخص شد که نه تنها زنانِ با نسبت دور کمر به باسن کم (که نشان دهنده سطوح بالاتر چربی گاینوئید است) دارای بهره هوشی بالاتری هستند، بلکه نسبت دور کمر به باسن کم در مادران با بهره هوشی بالاتر در فرزندانشان نیز مرتبط است.
توزیع چربی اندروید نیز با نسبت دور کمر به باسن مرتبط است، اما برعکسِ چربی گاینوئید است. از نسبت چربی گاینوئید به اندروید در بدن یک زن، به‌منظورِ اندازه‌گیری شاخص نسبت دور کمر به باسن او استفاده می‌شود، به این ترتیب هر چه این شاخص کمتر باشد، نسبت چربی گاینوئید به اندروید بالاتر است. تحقیقات در مورد جذب انسان نشان می‌دهد که زنانی که توزیع چربی گاینوئید بیشتری دارند، جذاب‌تر تلقی می‌شوند. نسبت دور کمر به باسن با نشانگرهای مختلف سلامت و باروری مرتبط است، به‌عنوان مثال اگر نسبت دور کمر به باسن زیاد باشد، نسبت استروژن به تستوسترون پایین است (این بدان معناست که یک زن بیشتر بدن «T شکل» دارد که سلامت و جذابیت کمتری دارد) نسبت زیاد همچنین با مشکلات سیستم گردش خون مانند حملات قلبی و سکته، بروز بیشتر بیماری (به‌عنوان مثال سرطان) همراه است و نشانه کلی افزایش سن و در نتیجه باروری پایین است، بنابراین تأیید کنندهٔ اهمیت تطبیقی یک نسبت دور کمر به باسن مطلوب است. توانایی باروری بیشتر در این زنان با پژوهش‌های مختلف تأیید شده‌است، از جمله پژوهش‌های بارورسازی مصنوعی دربارهٔ اهداکنندگان اسپرم، که مطابق آنها مشخص شد بهترین پیش‌بینی‌کننده موفقیت بارورسازی مصنوعی، نسبت دور کمر به باسن کم است. به‌طور مشابه، نسبت دور کمر به باسن زیاد با اختلال در میزان بارداری زنان، هنگام  انتقال جنین در لقاح مصنوعی (به دلیل سطوح بالاتر توزیع چربی اندروید) همراه است. مطالعات بیشتر همچنین نشان داده‌است که تجویز استروژن دارویی در زنان قبل و بعد از یائسگی، شاخص نسبت دور کمر به باسن را کاهش می‌دهد و این به این دلیل است که جایگزینی استروژن باعث حفظ توزیع چربی گاینوئید در بدن می‌شود.

### علامت‌دهی جنسی: پستان‌ها
هم چربی اندروید و هم چربی گاینوئید در بافت پستان زنان یافت می‌شود. پستان‌های زنان در دوران بلوغ رشد می‌کنند و پستان‌هایی که چربی اندروید کمتر و چربی گاینوئید بیشتر دارند، سفت‌تر هستند. پستان‌های بزرگ‌تر، همراه با باسن‌های بزرگ‌تر، به ایجاد «شکل ساعت شنی» در بدن زن کمک می‌کنند و نشانه‌ای از توانایی تولید مثل زنان هستند. نسبت چربی گاینوئید پیش‌بینی‌کننده خوب برای توانایی باروری زنان است، مانند احتمال حامله شدن بیشتر و احتمال بارداری موفق. با  تکامل تدریجی انسان و ایستادنش روی دوپا، راه‌های دیگر علامت‌دهی و جلب‌توجه جنسی مانند آماس یا برجستگی جنسی (Sexual swelling) کمتر قابل مشاهده شد و در نتیجه اشکال دیگر علامت‌دهی جنسی باید توسعه می‌یافت. توانایی ذخیره اندازهٔ بهینه‌ای از چربی گاینوئید مستلزم دسترسی زن به منابعی مانند غذا است و بنابراین یک علامت راستین و قابل اعتماد از داشتن منابع انرژی کافی برای تولیدمثل موفق است.

### جراحی زیبایی
با این حال، همه زنان، بهینه‌ترین حالتِ توزیع چربی گاینوئید را ندارند، از این رو در حال حاضر روندهای جراحی زیبایی مانند لیپوساکشن یا روش‌های بزرگ کردن پستان به‌وجود آمده که به‌طور مصنوعی نمای جذاب چربی گاینوئید را ایجاد می‌کنند و می‌تواند نسبت کمر به باسن کمتری یا پستان‌های بزرگتر از آنچه به‌طور طبیعی قابل دسترس است، ایجاد کند. نمونه‌های دیگر عبارتند از جراحی میکروگرافت، که شامل انتقال و رسوب دادن بافت چربی گرفته‌شده از کمر به باسن است. این عمل سبب ایجاد مجدد نسبت دور کمر به باسن کم و گلابی‌شکل توزیع چربی در بدن یا نمای بدنی «ساعت شنی» می‌شود که همگی جذاب به‌نظر می‌رسند. جراحی زیبایی مجموعه گسترده‌ای از شواهد را در تأیید این فرضیه ارائه داده که افراد به‌طور تکاملی برنامه‌ریزی شده‌اند تا جذب صفات مشخصه‌ای شوند که نشاندهندهٔ سلامت بدنی هستند.

### تفاوت‌های فرهنگی
شواهد کافی در دست نیست تا ثابت کند تفاوت‌های قابل توجهی در درک جذابیت در میان فرهنگ‌ها موجود است. زنانی که جذاب‌ترین افراد در نظر گرفته می‌شوند، بدون توجه به نوسانات شاخص توده بدنی، همگی در محدوده وزن طبیعی با نسبت کمر به باسن کم قرار دارند و این یافته را می‌توان در بین مردان و زنان اندونزیایی، چینی، سفیدپوست و آفریقایی‌تبار مشاهده کرد. روانشناسان استدلال کرده‌اند که فرآیندهای انتخاب تکاملی این رابطه میانِ «نسبت کمر به باسن» و «جذابیت زنانه» را تسهیل کرده‌است، که منجر به توافقی شده‌است که به نظر می‌رسد از مرزهای فرهنگی فراتر رفته‌است.

## مسائل مربوط به سلامت
چربی گاینوئید به اندازه چربی اندروید با خطرهای جدی سلامت همراه نیست. چربی گاینوئید نسبت به چربی‌های آندرویدی عامل خطر کمتری برای بیماری‌های قلبی عروقی محسوب می‌شوند. با این حال چربی اضافی بدن منبع اصلی استروژن در بدن است و بنابراین سطوح بالای چربی گاینوئید می‌تواند خطر ابتلا به سرطان پستان را افزایش دهد.